# Hiatula diphos
Phi (danh pháp hai phần: Hiatula diphos) là loài thân mềm hai mảnh vỏ thuộc họ Psammobiidae.